# Aminoff

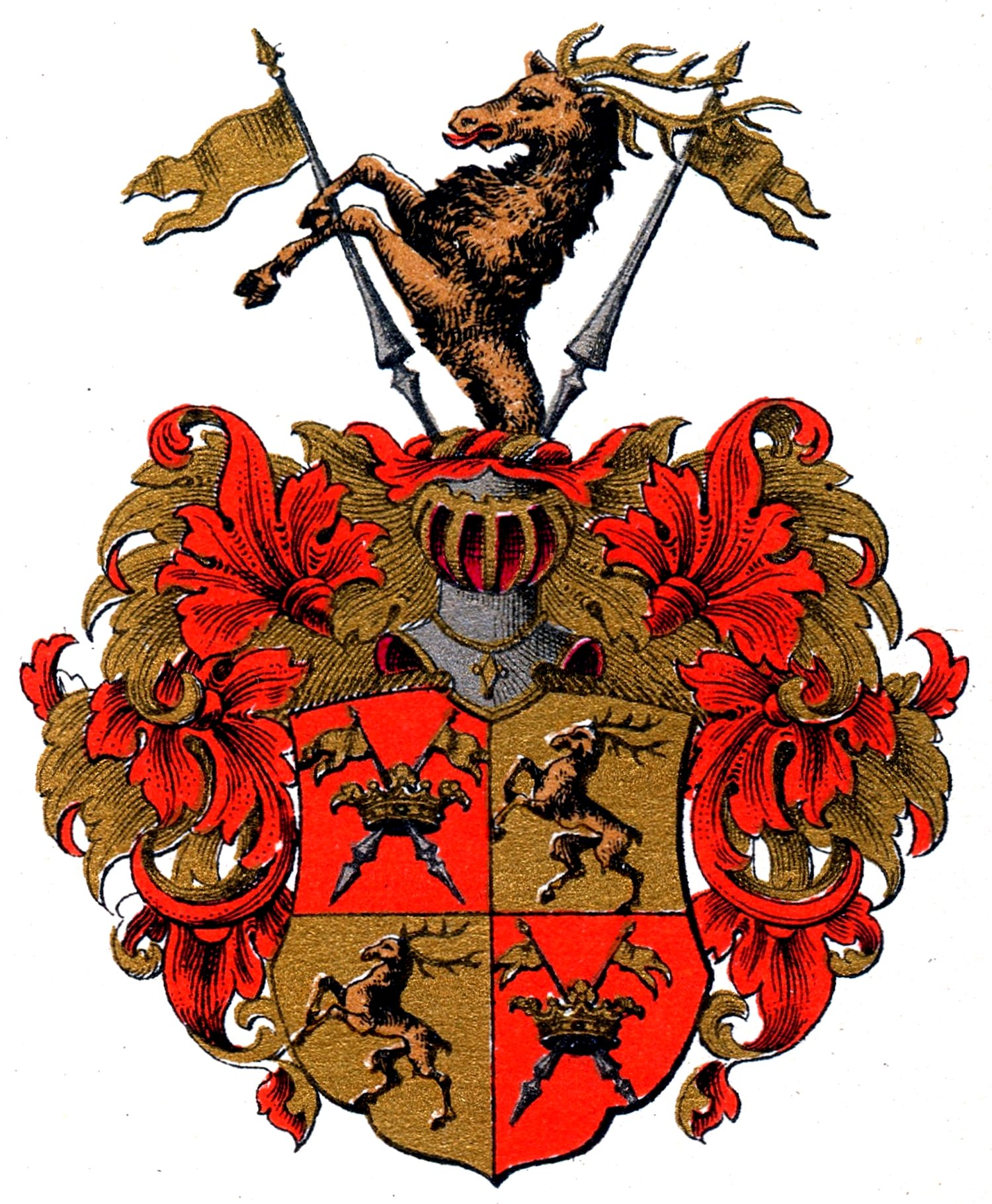
Lo stemma della famiglia nobile Aminoff.

La famiglia Aminoff è una famiglia nobile svedese e finlandese di origine del Sacro Romano Impero e russa. La famiglia detiene i titoli di Conte e Barone. La famiglia ha prodotto statisti, ufficiali, accademici, mercanti, industriali e proprietari terrieri. La famiglia Aminoff è conosciuta per la sua attiva partecipazione nel commercio e nell'industria.

## Storia
La famiglia Aminoff è originariamente una famiglia nobile russa di boiardo, che discende da Radja, vissuto a Kiev e Novgorod nel XII secolo. Radja era un funzionario della corte del principe Vsevolod II Olgovitšin di Kiev. Si trasferì nella Rus' di Kiev dall'Impero Sacro Romano nel 1146.
Ivan Amin Jurjevitš Kuritsyn era un discendente di Radja, e il suo albero genealogico conduce a lui. Un suo discendente, Nikita Ivanovitš Aminev, partecipò all'assedio di Kazan e il suo nome è inciso nella Cattedrale della Dormizione a Mosca.
L'antenato della famiglia svedese e finlandese è Feodor Grigorjevitš Aminev, che all'inizio del XVII secolo fu comandante della fortezza di Ivangorod in Ingria. Era il pronipote di Nikita Aminev. La madre di Aminev era la principessa Jelena Ivanovitš Golicyn, figlia del principe Ivan Golicyn, governatore della Grande Novgorod, e nipote del principe e ambasciatore Juri Mihailovitš Bulgakov-Golicyn.
Nel 1612, Aminev fu costretto a cedere la fortezza alle forze svedesi che avevano conquistato la Ingria durante il caos in Russia e si unì successivamente al servizio svedese. Fu naturalizzato nella nobiltà svedese dal re Gustavo II Adolfo nel 1618 con il nome di Aminoff. La famiglia fu registrata nella Casa dei Nobili di Svezia nel 1650 con il numero 446, successivamente cambiato in 456.
Il figlio di Esaias Aminoff, Adolf Aminoff, si trasferì con la Regina Cristina di Svezia a Roma nel 1654 e convertì alla religione cattolica. Secondo alcune storie, i suoi discendenti vivono ancora in Italia.
I membri della famiglia vivevano principalmente in Ingria, che apparteneva alla Svezia, fino alla fine del XVII secolo, ma dopo la Grande Guerra del Nord, gli Aminoff sopravvissuti si trasferirono in Svezia e in Finlandia.
La famiglia fu elevata al rango di cavalleria in Svezia durante il regno di re Gustavo III nel 1778, cioè nella seconda classe della nobiltà dell'epoca.
Il re di Svezia Gustavo IV Adolfo elevò Johan Fredrik Aminoff al titolo di barone nel 1808. Da lui derivano i conti e i baroni della sua famiglia.
L'Impero Russo conquistò la Finlandia dalla Svezia durante la Guerra di Finlandia nel 1808-1809. L'imperatore russo, Granduca di Finlandia Alessandro I, trasformò la Finlandia in un Granducato autonomo all'interno dell'Impero Russo.
L'imperatore Alessandro I confermò il titolo di barone alla famiglia nel 1812 e elevò Johan Fredrik Aminoff al rango di conte nel 1819.
La famiglia fu registrata come membro della Casa della Nobiltà finlandese nel 1818.
La famiglia Aminoff possiede la tenuta Wiurila a Salo, progettata dall’architetto italo-finlandese Carlo Francesco Bassi.

## Membri della famiglia

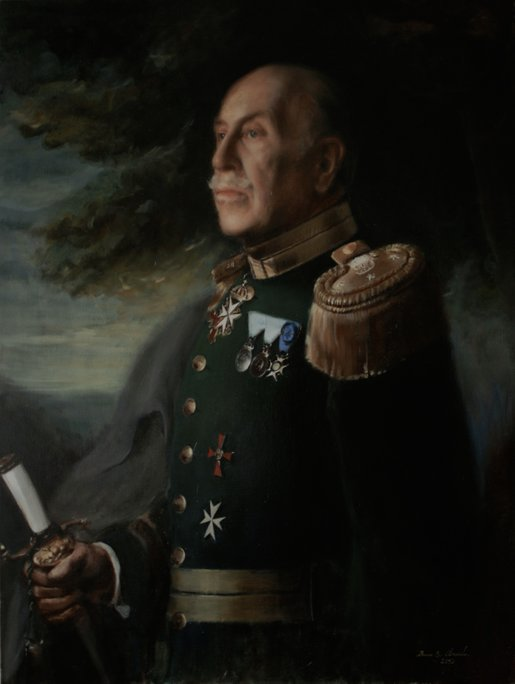
Ciambellano Gregor Aminoff (nato nel 1926).

- Ciambellano Gregor Aminoff (nato nel 1926).Henrik Johan Aminoff (1680–1758), tenente generale, comandante supremo delle forze armate finlandesi[5]
- Carl Mauritz Aminoff (1728–1798), tenente generale, direttore della Casa dei Cavalieri di Stoccolma[5]
- Adolf Aminoff (1733–1800), maggiore generale, comandante della Brigata di Savonia[5]
- Johan Fredrik Aminoff (1756–1842), conte, maggiore generale, statista[5]
- Johan Gabriel Aminoff (1767–1828), maggiore generale, ciambellano dei re di Svezia Carlo XIII e Carlo XIV[5]
- Gustaf Aminoff (1771–1836), maggiore generale, governatore[5]
- Berndt Jonas Aminoff (1775–1823), tenente colonnello[5]
- Ivan Feodor Aminoff (1797–1855), colonnello, ciambellano, aiutante di campo del re di Svezia Carlo XIV Giovanni[5]
- Adolf Aminoff (1806–1884), generale di fanteria finlandese, conte[5]
- Berndt Adolf Carl Gregori Aminoff (1809–1875), politico finlandese, colonnello[5]
- Berndt Ivar Aminoff (1843–1926), architetto della provincia di Vaasa e della provincia di Viipuri[5]
- Adolf Aminoff (1856–1938), maggiore generale finlandese[5]
- Ivar Aminoff (1868–1931), ministro della Difesa finlandese[5]
- Johan Fredrik Adolf Aminoff (1888–1954), conte[5]
- Carl Göran Aminoff (1916–2001), ministro del commercio estero finlandese[5]
- Gregor Aminoff (nato nel 1926), barone, maestro di caccia della corte dei re di Svezia Gustavo VI Adolfo e Carlo XVI Gustavo, ciambellano[5]